# Wahl in Sambia 1968
Die Wahl in Sambia 1968 fand am 19. Dezember 1968 statt. Die Wahl war eine Ja/Nein-Abstimmung über den Präsidenten, in der Kenneth Kaunda ohne Gegenkandidaten antrat, und über die Nationalversammlung. Weder die Zahl der registrierten Wähler noch die der Beteiligung an der Abstimmung über den Präsidenten sind bekannt.
Bei diesen Wahlen zur Nationalversammlung Sambias, zu der im Wesentlichen Kandidaten der United National Independence Party von Kenneth Kaunda und des sambischen  African National Congress antraten, wurden 962.150 Stimmen abgegeben, von denen 63.490 ungültig waren und 898.660 gültig.
| Ergebnisse der Wahlen zur Nationalversammlung vom 19. Dezember 1968 in Sambia |         |         |         |
| Partei                                                                        | Stimmen | Prozent | Mandate |
| United National Independence Party                                            | —       | —       | 81      |
| Zambian African National Congress                                             | —       | —       | 23      |
| andere                                                                        | —       | —       | 1       |
| gesamt                                                                        | 898.660 | 100     | 105     |